# Heřman Přerhof
Heřman Přerhof (1. června 1831 Žiželice u Kolína – 27. března 1867 Praha) byl český recitátor (deklamátor) a organizátor kulturního života.

## Život
Byl známý svou dramatickou, působivou recitací. Rád ztvárňoval „figurky“ (žánrové postavy „obyčejných lidí“), z nichž k nejúspěšnějším patřil Frajtr Kalina od Vítězslava Hálka. Hálka kvůli němu dokonce z legrace oslovoval „pane švagře“ („vy jste jeho otec, ale já jsem jeho druhý otec“). Jako aktivní člen Umělecké besedy také organizoval vystoupení na venkově, často společně s klavíristou Janem Ludevítem Procházkou a zpěvákem Janem Lukesem. Zapojil se i do sokolského hnutí; navzdory svému postižení (byl částečně chromý na jednu nohu a chodil o holi) se například s velkým úsilím zúčastnil dálkového pochodu z Prahy na Říp v roce 1862.
Přerhof také publikoval, zejména ve Vilímkově nakladatelství. Pro potřeby veřejných zábav (besed) spolu s dalšími uspořádal Besedník, sbírku básní vhodných k recitaci. Humoristické listy otiskly několik tisíc jeho rébusů, část z nich pak vyšla znovu knižně (Rebusy Humorů).
Velká popularita v 60. letech nezabránila tomu, aby byl už v roce 1884 prakticky zapomenutý. Besedy, které pomáhal organizovat a zakládat jako novinku, se staly běžnou záležitostí a s nimi se zapsaly do povědomí nové tváře. Na Přerhofovy deklamace tehdy vzpomínali už jen starší. Přesto měl pro budoucí generace význam – slovy J. R. Vilímka „pomohl vyplnit tůň národního bezživotí, aby suchou a bezpečnou nohou mohli vykročiti ti, kdož jsou dnes živi a pro národ činni.“

## Dílo
- Rebusy humorů – (1873) [5]